# Neu-Delhi

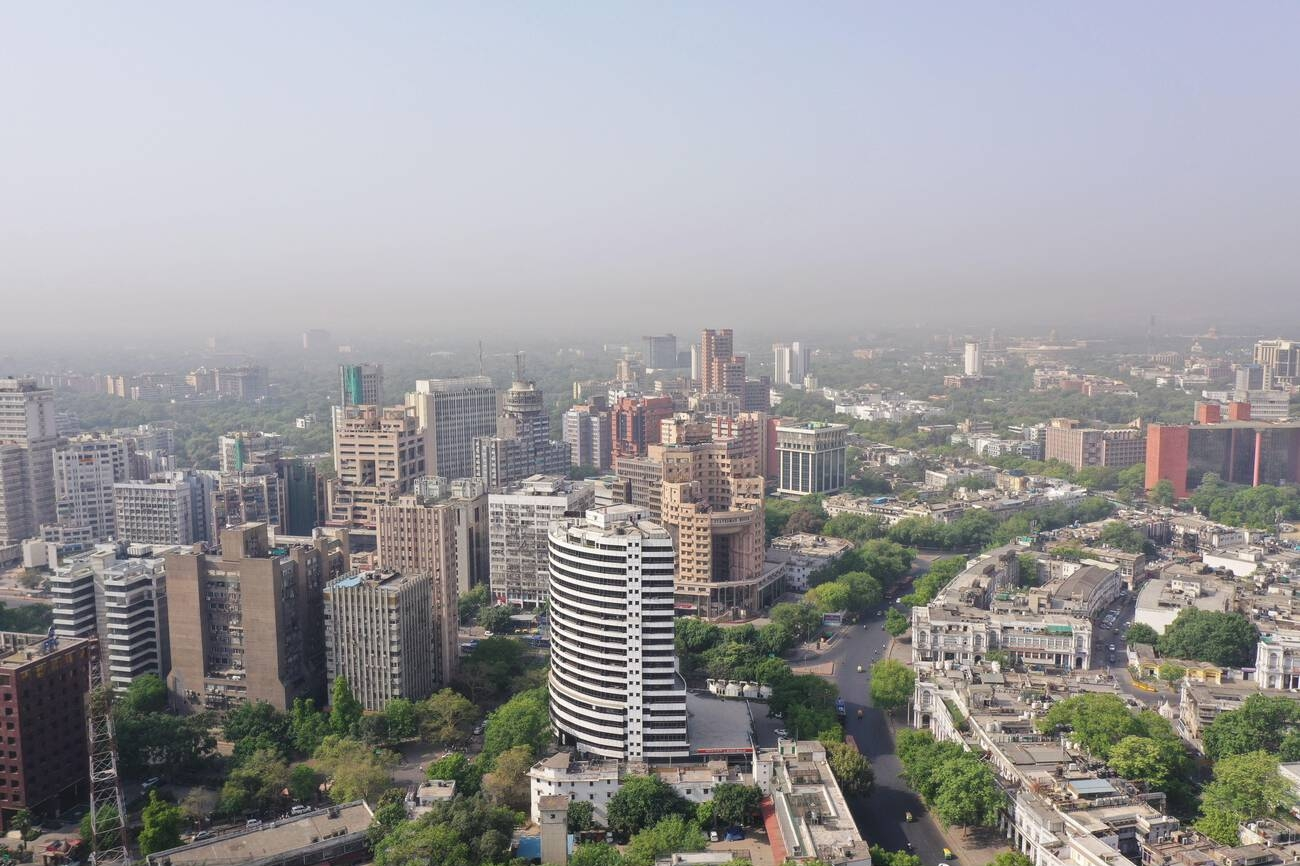
Hochhäuser in der Umgebung des Connaught Place

Neu-Delhi (englisch New Delhi; Hindi नई दिल्ली IAST Naī Dillī; Urdu نئی دہلی; Panjabi ਨਵੀਂ ਦਿੱਲੀ) ist die Hauptstadt Indiens, Sitz der indischen Regierung, des Parlaments und der obersten Gerichte. Neu-Delhi ist ein relativ kleiner Teil der Megastadt Delhi, der mit 31,87 Millionen Einwohnern drittgrößten Metropolregion der Welt (Stand 2021), und verfügt innerhalb des Nationalen Hauptstadtterritoriums Delhi über eine eigene Kommunalverwaltung, die 2011 ein Gebiet mit rund 250.000 Einwohnern umfasste.
Der Grundstein Neu-Delhis wurde während der Kolonialzeit am 15. Dezember 1911 südlich des damaligen Stadtzentrums Shahjahanabad gelegt, um Calcutta als Hauptstadt Britisch-Indiens abzulösen.

## Delhi und Neu-Delhi
Das Verhältnis zwischen den Namen Delhi und Neu-Delhi ist komplex. Neu-Delhi ist ein Teil der Metropole Delhi, die als National Capital Territory of Delhi („Nationales Hauptstadtterritorium Delhi“) von der indischen Zentralregierung mitverwaltet wird. Im engeren Sinn bezeichnet Neu-Delhi nur das während der britischen Kolonialzeit planmäßig angelegte Regierungsviertel, welches lediglich einen sehr kleinen Teil des Hauptstadtterritoriums umfasst und im Wesentlichen mit den Grenzen der kommunalen Verwaltungseinheit Neu-Delhi übereinstimmt. Mit dem davon zu unterscheidenden Distrikt Neu-Delhi besteht aber noch eine weitere administrative Einheit gleichen Namens mit anderer Grenzziehung.
Im alltäglichen Sprachgebrauch wird Neu-Delhi oft erheblich weiter gefasst. Als Neu-Delhi gegründet wurde, bestand Delhi in erster Linie aus der ummauerten Altstadt von Shahjahanabad (Old Delhi, Alt-Delhi). Durch das rasante Bevölkerungswachstum wurden nach der indischen Unabhängigkeit nach und nach auch die umliegenden, einstmals ländlichen Gebiete urbanisiert. Diese „neuen“ Teile Delhis werden entsprechend auch häufig zu Neu-Delhi gezählt. Heute wird die Bezeichnung Neu-Delhi somit oft komplementär zu Alt-Delhi für alle Gebiete Delhis außerhalb von Shahjahanabad benutzt. Vielfach sind die Namen Delhi und Neu-Delhi aber auch gänzlich austauschbar.

## Verwaltung

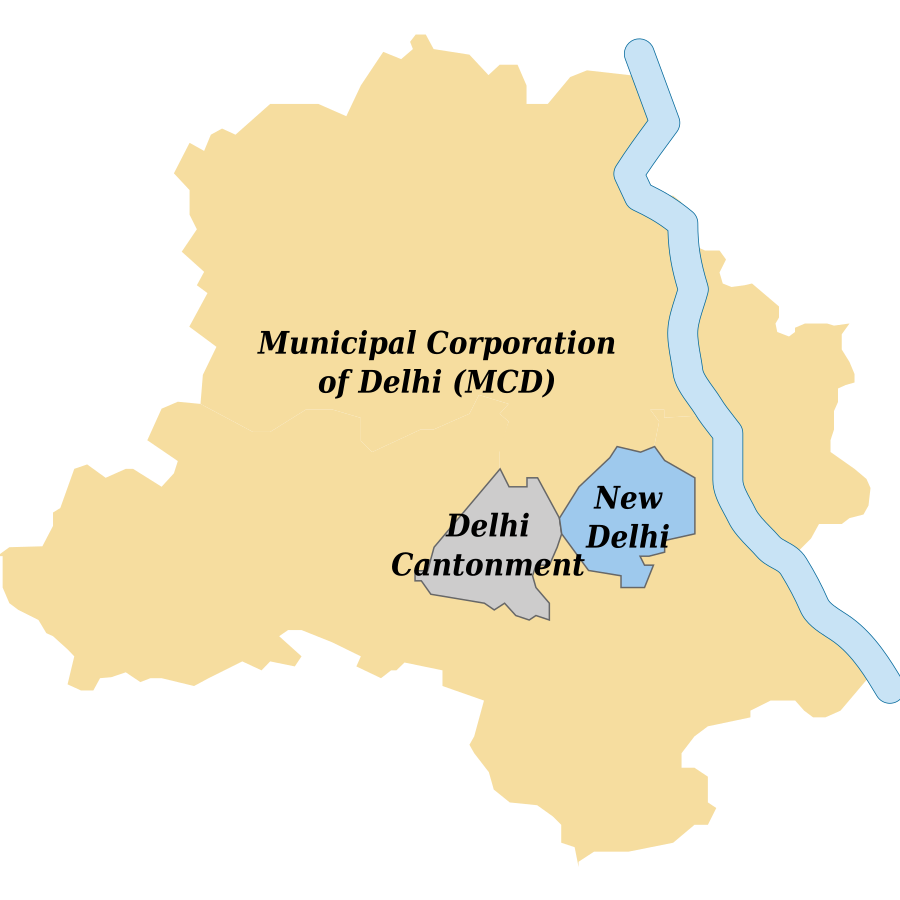
Kommunale Verwaltungseinheiten von Delhi

Administrativ ist das Hauptstadtterritorium Delhi in die drei kommunalen Verwaltungseinheiten Delhi, Delhi Cantonment und New Delhi unterteilt. Der Kommunalverwaltung Neu-Delhis, dem New Delhi Municipal Council, untersteht dabei ein Gebiet von 42,7 Quadratkilometern, was nur einen kleinen Teil der Gesamtfläche des 1483 Quadratkilometer großen Hauptstadtterritoriums Delhi ausmacht. Das Gemeindegebiet umfasst im Wesentlichen den von Edwin Lutyens und Herbert Baker entworfenen Stadtteil der Metropole. Nach der indischen Volkszählung von 2011 lebten dort 249.998 Menschen, was rund 1,5 % der gleichzeitig erhobenen 16,8 Millionen Einwohner im Hauptstadtterritorium Delhi entspricht.
Aufgrund der Hauptstadtfunktion unterliegt die Kommunalverwaltung Neu-Delhis gesonderten Bestimmungen. Der Stadtrat (council) umfasst zwölf Mitglieder, die nicht direkt gewählt, sondern ernannt werden. Der Vorsitzende (chairperson) wird von der Unionsregierung in Konsultation mit dem Chief Minister von Delhi bestimmt. Zwei Mitglieder entstammen der Delhi Legislative Assembly, dem Einkammernparlament des Hauptstadtterritoriums. Die übrigen neun Mitglieder werden von der Unionsregierung eingesetzt, vier davon erneut in Konsultation mit dem Chief Minister von Delhi.
Parallel zur Unterteilung in kommunale Verwaltungseinheiten ist das Hauptstadtterritorium Delhi auch in elf Distrikte gegliedert. Es gibt einen Distrikt New Delhi, dessen Grenzen aber nicht mit denen der gleichnamigen kommunalen Verwaltungseinheit übereinstimmen. Der Distrikt Neu-Delhi ist größer als das Gebiet der Kommunalverwaltung, erstreckt sich weiter nach Südwesten und umfasst auch das Delhi Cantonment sowie Teile der kommunalen Verwaltungseinheit Delhi.

## Geschichte

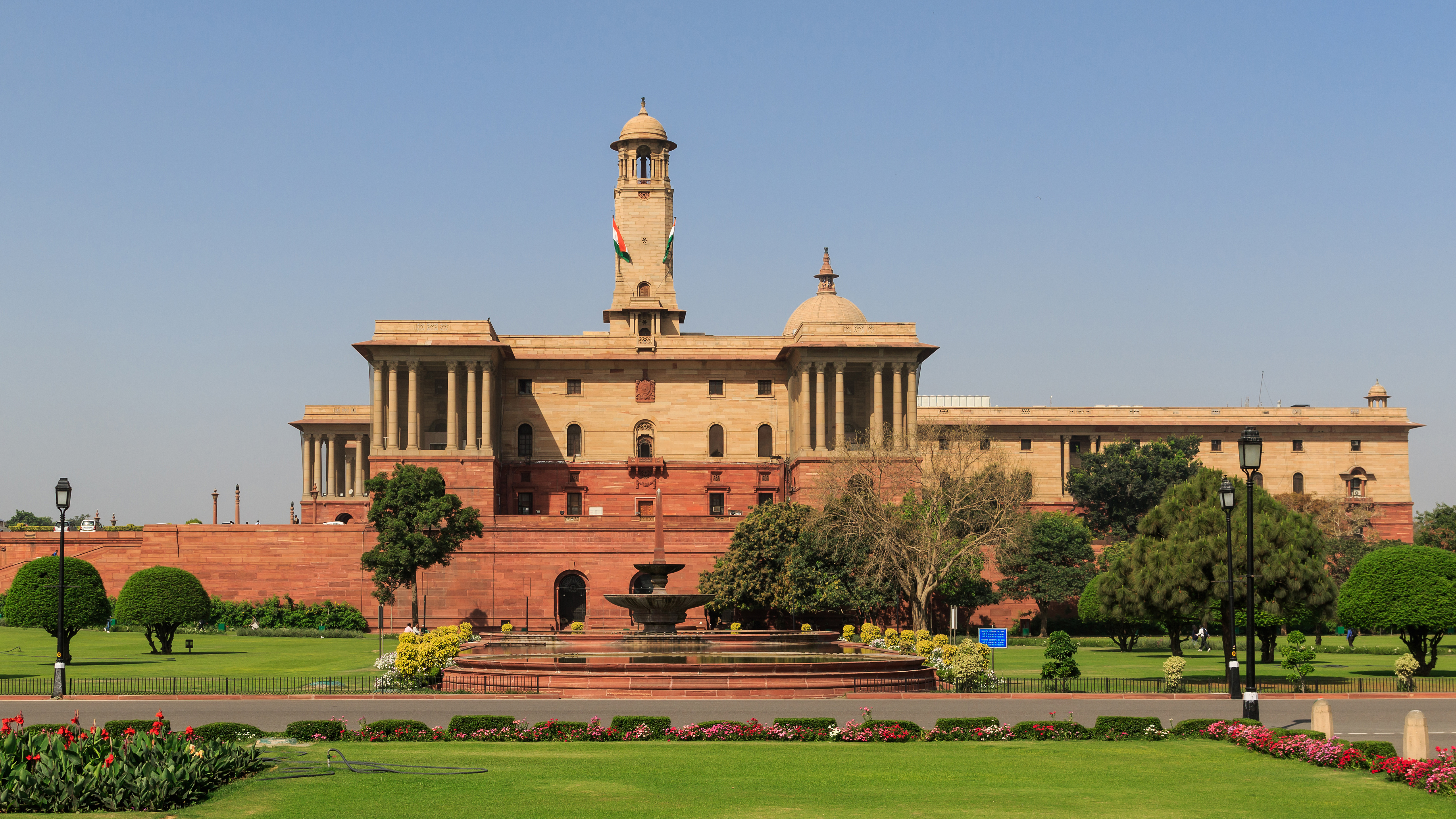
Regierungsgebäude

Im Jahr 1911 kündigte Georg V., König des Vereinigten Königreichs Großbritannien und Irland und Kaiser von Indien, auf dem Delhi Durbar die Verlegung der Hauptstadt von Kalkutta (dem heutigen Kolkata) nach Delhi an. Er beauftragte die talentierten und ehrgeizigen britischen Architekten Edwin Lutyens und Herbert Baker mit der Planung des neuen Regierungsviertels. Bis dieses fertig war, wurde 1912 der Sitz der Regierung vorübergehend ins Delhi Cantonment verlegt. Im selben Jahr begann der Aufbau der neuen Hauptstadt am Südrand von Shahjahanabad (Alt-Delhi).
Im Jahr 1929 war die Planhauptstadt fertiggestellt und konnte am 13. Februar 1931 feierlich übergeben werden. Neu-Delhi mit seinen großen Parks und Alleen sowie seiner Kolonialarchitektur hebt sich vom Stadtbild her deutlich von den anderen großen indischen Metropolen ab, die in ihrer Entwicklung weniger Planung erfahren haben. Im Jahr 1932 wurde die Elektrizitäts- und Wasserversorgung von der Stadtverwaltung übernommen, während der Verkehr – insbesondere die Busse – privat organisiert blieben. Neu-Delhi ist auch an das im Jahr 2002 in Betrieb genommene und zwischenzeitlich weiter ausgebaute U-Bahn-Netz (Delhi Metro Rail) angeschlossen.

## Kultur und Sehenswürdigkeiten

### Museen
In Neu-Delhi befinden sich eine große Anzahl hervorragender Museen für Geschichte, Kunst und Kunsthandwerk.

#### Nationalmuseum

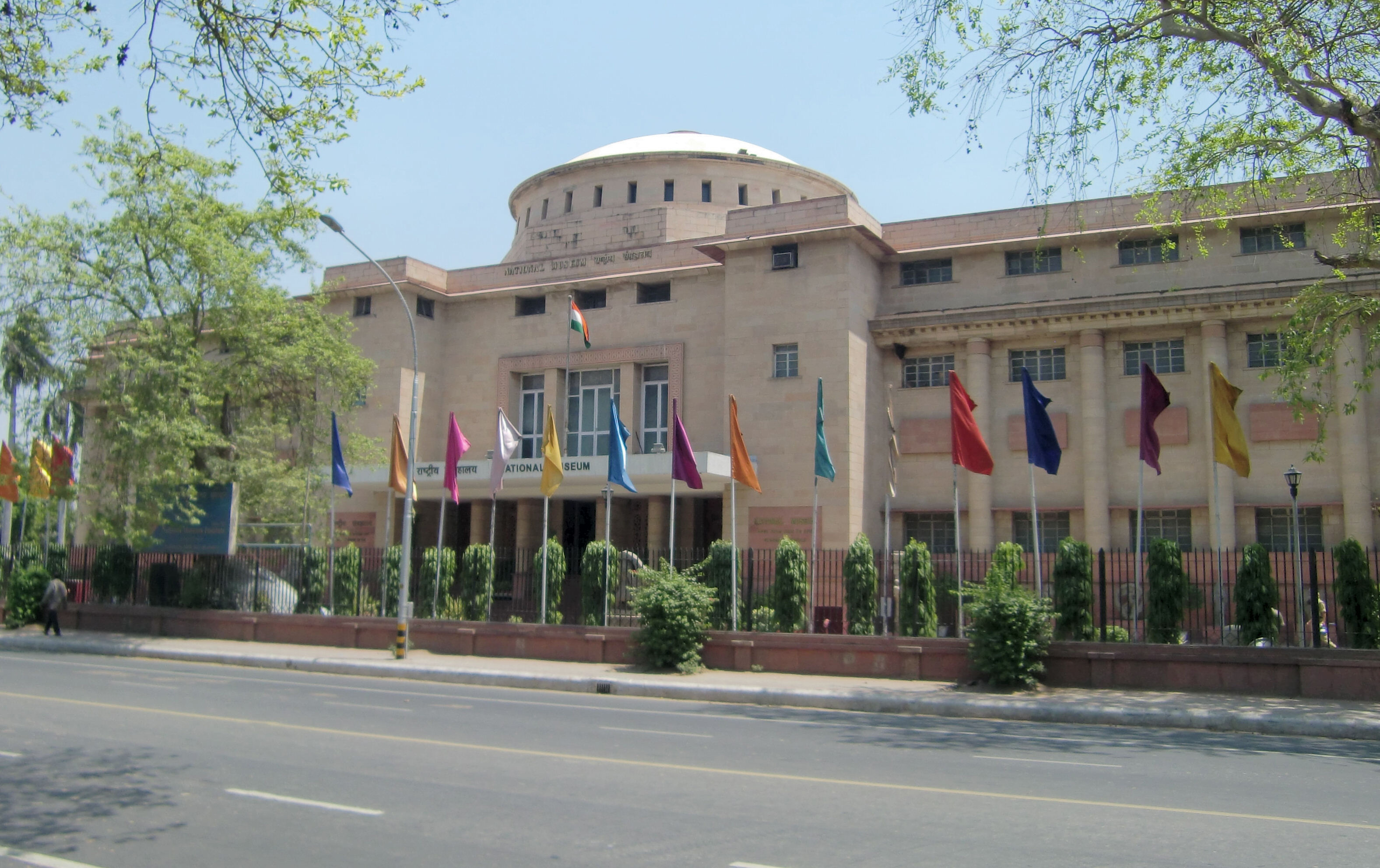
Nationalmuseum

Das „National Museum“ ist Neu-Delhis größtes Museum und vermittelt den besten Überblick zur Kultur und Geschichte Indiens. Die zahlreichen Ausstellungsstücke decken einen Zeitraum von 5000 Jahren ab und sind auf mehrere Galerien verteilt, die um einen zentralen Innenhof liegen. Für den Besuch sollte man auf jeden Fall einige Stunden einplanen.
Im Erdgeschoss befinden sich architektonische Exponate und eine exzellente Sammlung juwelenbesetzter Kleider, dunkler Holzkisten mit Intarsienarbeiten aus Perlmutt, Speere, Dolche, Schwerter, Wandteppiche aus Elfenbeinschmuck und Seide. Ebenso sind Gemälde aus verschiedenen indischen Schulen sowie Figuren und Masken aus Nagaland zu sehen.
Das zweite Stockwerk zeigt ausgewählte Masken und religiöse Statuen aus Peru, Costa Rica und Marokko. Im obersten Stockwerk werden verschiedene schwere, kunstvoll geschnitzte Holztüren, Fensterläden und Türstürze aus Gujarat ausgestellt, die Beispiele einer hervorragenden Tischlerkunst sind. Eine benachbarte Abteilung zeigt 300 Musikinstrumente aus Indiens reicher musikalischer Tradition.

#### Gandhi Smriti
Das Gandhi Smriti – zuvor als Birla-Haus oder Birla Bhavan bekannt – war früher das Haus indischer Geschäftsmagnaten. Seit 1995 ist dort das Eternal Gandhi Multimedia Museum. Mahatma Gandhi war der politische und geistige Führer der indischen Unabhängigkeitsbewegung. In diesem Haus (Tees January Road) verbrachte Mahatma Gandhi die letzten 144 Tage seines Lebens, bevor er am 30. Januar 1948 einem Mordanschlag zum Opfer fiel.

### Bauwerke

#### India Gate

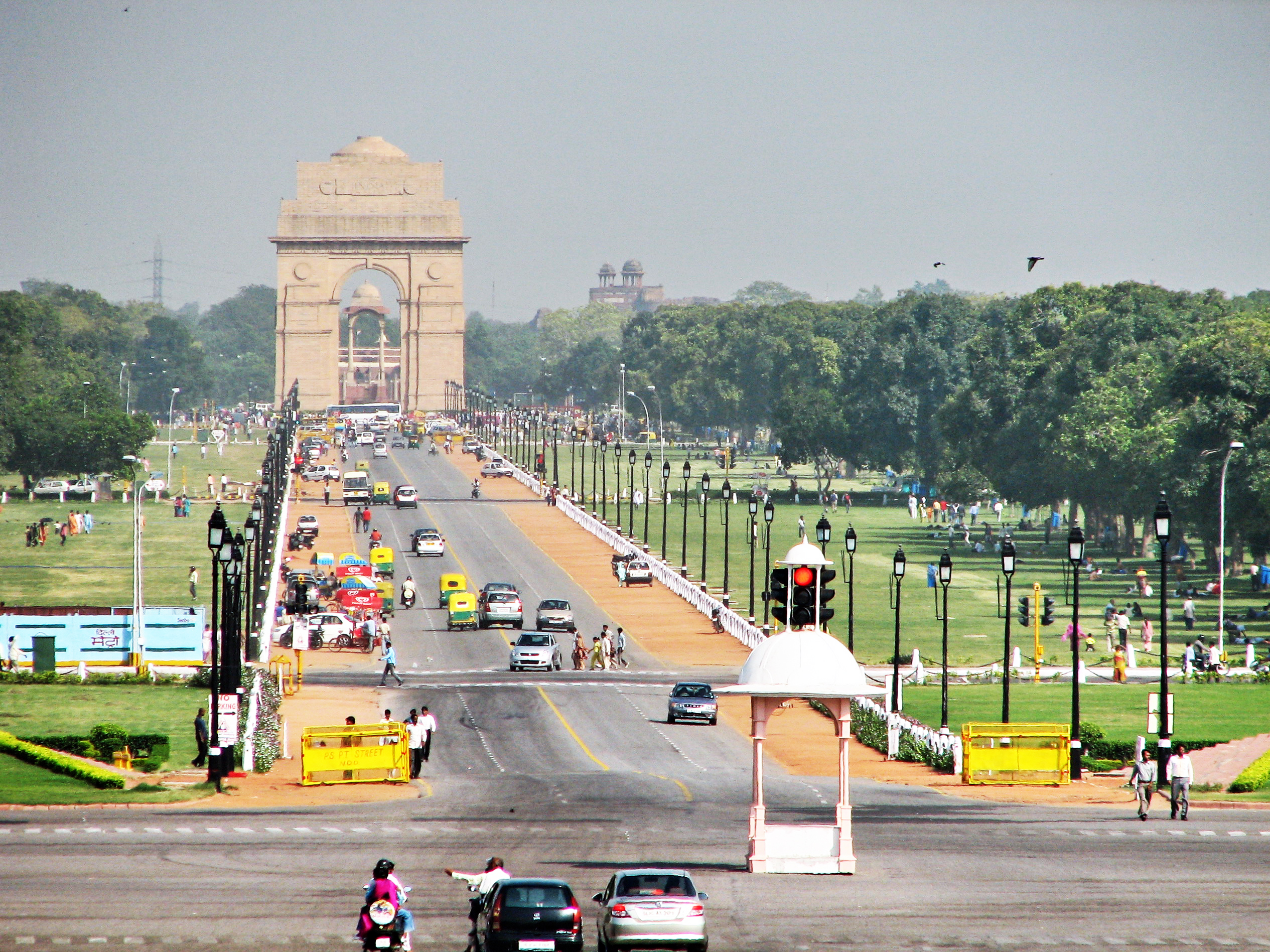
Rajpath mit India Gate

Das India Gate, offiziell „All India War Memorial“, ist 1921 von Edwin Lutyens entworfen worden. Der 42 m hohe Bogen am östlichen Ende der Promenade Rajpath ähnelt dem Arc de Triomphe in Paris. Es erinnert an die 90.000 indischen Soldaten, die im Ersten Weltkrieg für Großbritannien ihr Leben ließen.
Eingemeißelt sind die Namen von 3.000 indischen und britischen Soldaten, die an der Nordwestgrenze und 1919 im Krieg in Afghanistan starben. Auch die Toten im Krieg zwischen Indien und Pakistan im Jahre 1971 werden durch das Denkmal unter dem India Gate geehrt.

#### Rashtrapati Bhavan

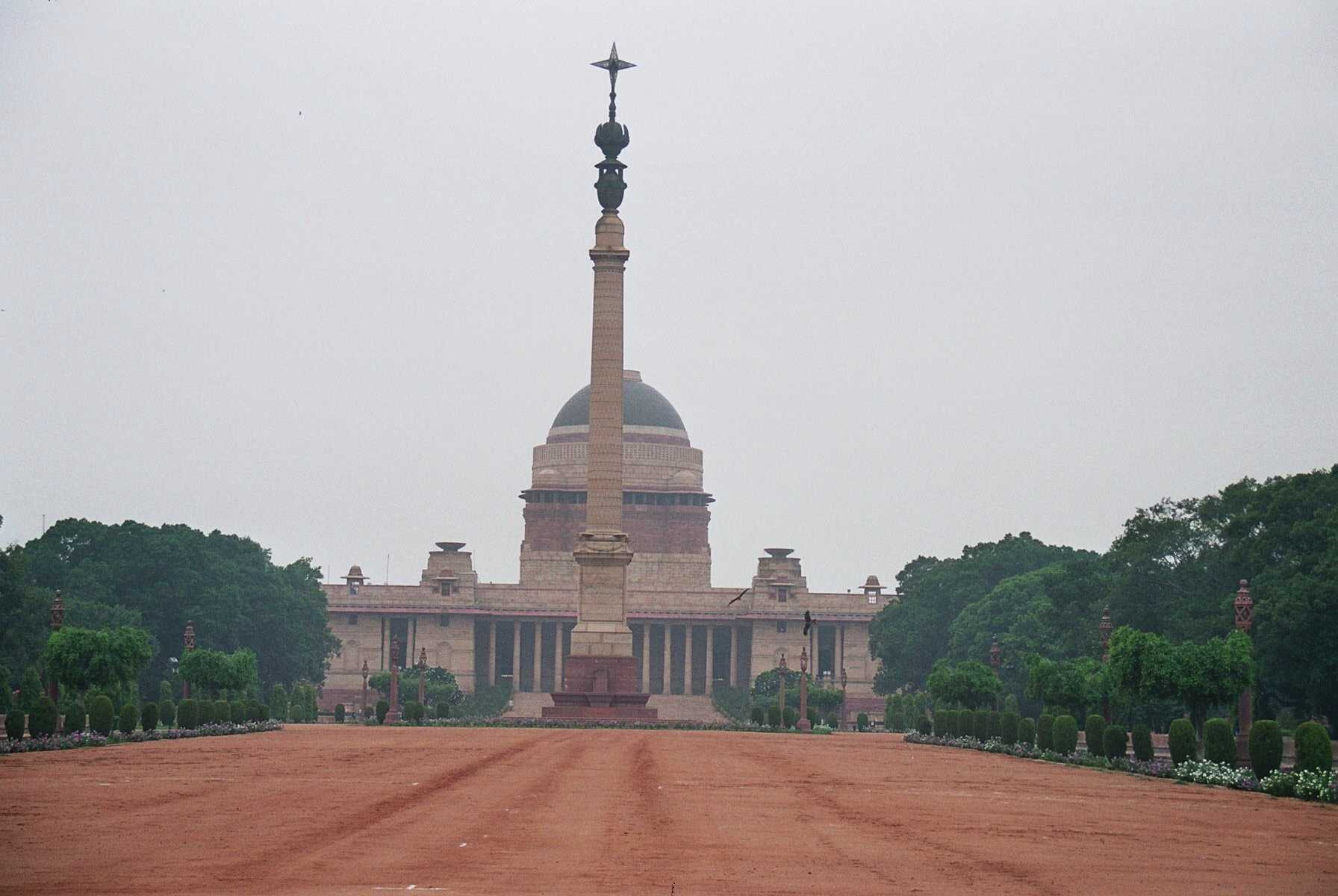
Rashtrapati Bhavan

Rashtrapati Bhavan die offizielle Residenz des indischen Präsidenten, ist eines der größten und prächtigsten herrschaftlichen Bauwerke. Das H-förmige und lachsfarbene Gebäude, am westlichen Ende der Promenade Rajpath am sanft abfallenden Hang des Raisina Hill gelegen, wurde zwischen 1921 und 1929 von Edwin Lutyens und Herbert Baker für den Vizekönig entworfen. Er war ein Symbol imperialer Macht. Das Gebäude trägt trotz seiner klassischen Säulen, der indischen Filigranfarben sowie seiner Chhatris und Kuppeln im Mogul-Stil eine unverkennbare britische Handschrift.

#### Sansad Bhavan
Das Parlamentsgebäude, heute bekannt als Sansad Bhavan, befindet sich nordöstlich vom Rashtrapati Bhavan. Das niedrige Rundgebäude, von Lutyens geplant und unter Aufsicht von Baker errichtet, bedeckt eine Grundfläche von mehr als 20.000 Quadratmetern. Das Sansad Bhavan präsentiert sich von außen als ein Kreis aus 144 Stützsäulen und einem darüber liegenden Stockwerk mit einer zentralen Kuppel.
Im Inneren des Gebäudes befinden sich drei runde Plenarsäle. Hier tagte bis zur Unabhängigkeit Indiens die Chamber of Princes. Heute beherbergt es eine umfangreiche Bibliothek zur Geschichte der Politik ab den 1920er Jahren.

#### Rajiv Chowk / Connaught Place

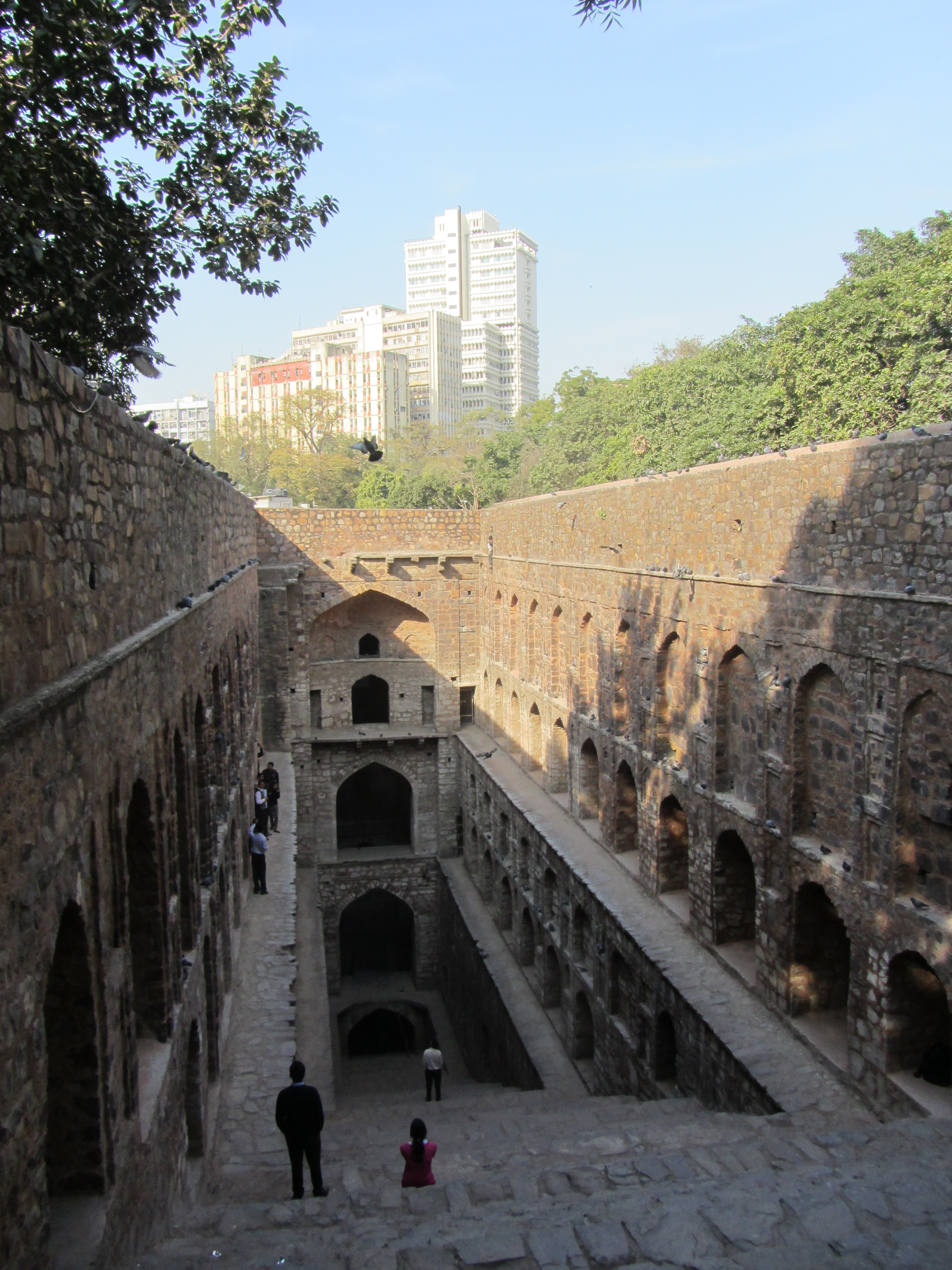
Agrasen Ki Baoli und Hochhäuser am Connaught Place

Der zu Ehren des ermordeten indischen Premierministers Rajiv Gandhi in Rajiv Chowk umbenannte frühere Connaught Place ist Dreh- und Angelpunkt von Neu-Delhi. Der äußere Straßenring des Platzes trägt den Namen Indira Chowk zu Ehren der ebenfalls ermordeten indischen Premierministerin und Mutter Rajivs Indira Gandhi. Der Platz steht in einem großen Kontrast zum überfüllten Zentrum von Alt-Delhi. Der nahezu kreisförmige Platz, umgeben von hohen weißen Gebäuden mit ihren von klassischen Säulen gestützten Veranden, wurde vom Chefarchitekten der indischen Regierung, Robert Tor Russell (1886–1953), geplant, und ist damit eines der wenigen Viertel der Stadt, die nicht von Lutyens und Baker erdacht wurden.
Der Platz ist für ein klassisches Einkaufszentrum sehr großzügig angelegt worden. Ähnlich dem parlamentarischen Hauptquartier südlich sind die Geschäfte und Büros in prächtigen Gebäuden mit Arkadengängen untergebracht. Der Rajiv Chowk beherbergt ein immenses touristisches Angebot, eine große Anzahl von Hotels und Restaurants.

#### Agrasen Ki Baoli
Der Agrasen Ki Baoli genannte Stufenbrunnen stammt aus dem 14./15. Jahrhundert und ist ein architektonisches Zeugnis der früheren Besiedlung in der Umgebung des Connaught Place.

#### Jantar Mantar

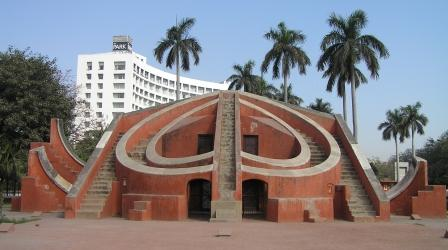
Jantar Mantar

Die Sternwarte Jantar Mantar ist zwischen dem Connaught Place und dem „Rashtrapati Bhavan“ zu finden. Das Freiluft-Observatorium ist das erste von fünf, das der Herrscher von Jaipur, Jai Singh II. (1686–1743) errichten ließ. Die Sternwarte wurde seit ihrer Errichtung 1725 fast nicht verändert.
Schräg zwischen Palmen und gepflegten Blumenbeeten stehen riesige, tiefrote und weiße Steingebilde. Die Menschen bestimmten früher anhand des Schattenwurfs dieser gigantischen Sonnenuhren mit bewundernswerter Genauigkeit die Zeit, Sonnen- und Mondkalender sowie astrologische Bewegungen.

#### Safdarjung-Mausoleum
Das Safdarjung-Mausoleum ist ein bedeutendes Monument aus der Spätzeit der Mogul-Architektur. Es entstand im 18. Jahrhundert.

#### Lodi-Gärten

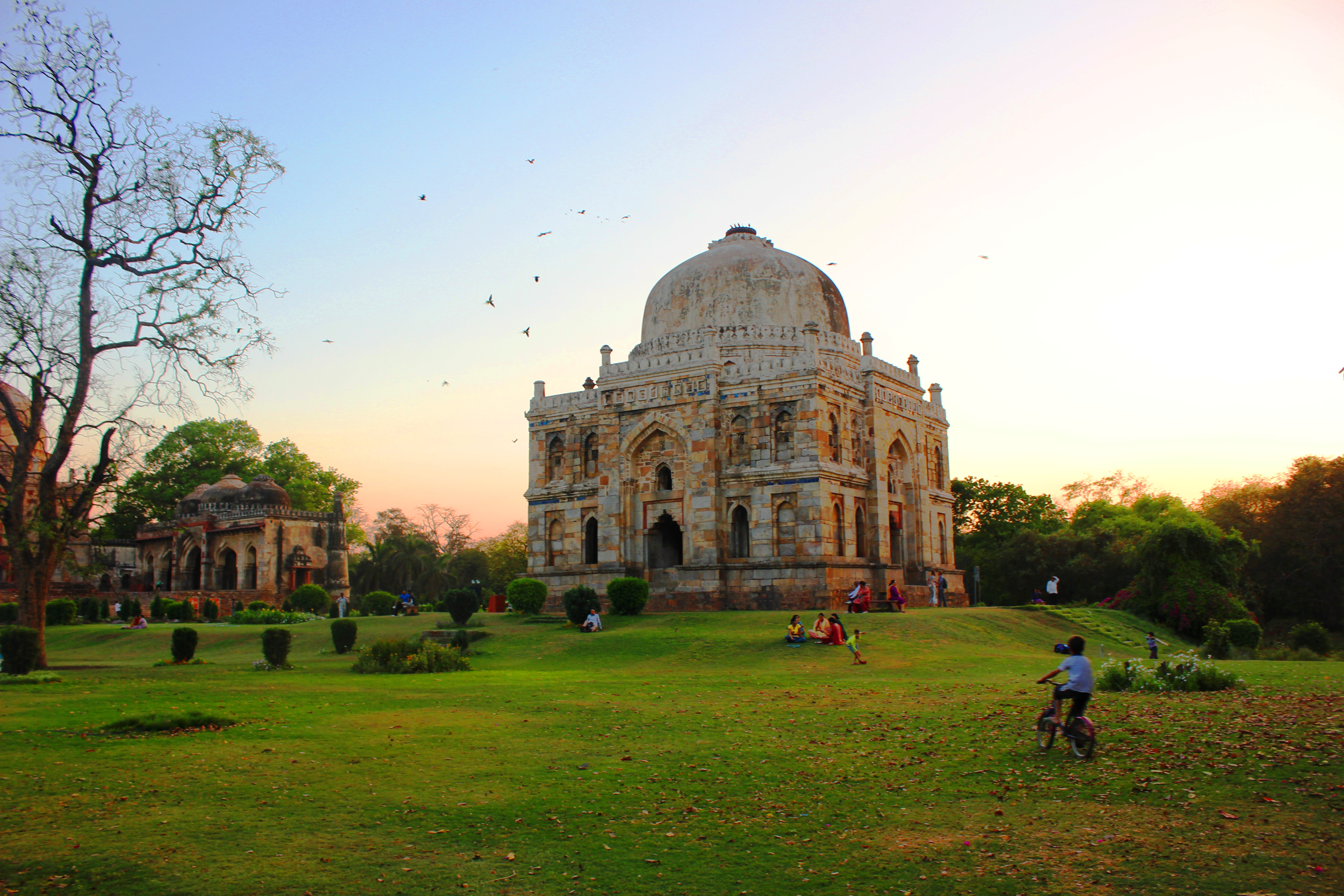
Shish Gumbad in den Lodi-Gärten

Die Lodi-Gärten sind eine etwa 360.000 m² große Parkanlage mit mehreren Mausoleen und anderen Bauten aus dem 15. und 16. Jahrhundert.

#### Gebetsstätten
Der Laxminarayan Mandir ist der älteste große hinduistische Tempel Delhis. Der Gurudwara Bangla Sahib ist eines der wichtigsten Sikh-Zentren der Stadt. Die Sacred Heart Cathedral ist die Bischofskirche des römisch-katholischen Erzbistums Delhi.

## Persönlichkeiten
- Gulshan Grover (* 1955), Schauspieler
- Subrahmanyam Jaishankar (* 1955), Diplomat; seit 2019 Außenminister
- Ritu Sarin (* 1960), Filmproduzentin und Filmregisseurin
- Jyotika Sehgal (* 1963), Künstlerin
- Peter Plate (* 1967), deutscher Sänger und Komponist
- Nisha Pahuja (* 1969), indisch-kanadische Dokumentarfilmerin
- Guneet Monga (* 1983), Filmproduzentin und Filmschaffende
- Shikhar Dhawan (* 1985), Cricketspieler
- Yuki Bhambri (* 1992), Tennisspieler
- Anya Singh (* 1992), Schauspielerin
- Nimrit Kaur Ahluwalia (* 1994), Schauspielerin und Model
- Gayatri Bhardwaj (* 1995), Schauspielerin und Model
- Ketika Sharma (* 1995), Schauspielerin
- Aarushi Sharma (* 1996), Schauspielerin und Model
- Tejaswin Shankar (* 1998), Leichtathlet

## Wirtschaft
Neu-Delhi ist das Verwaltungszentrum für die Regierung von Indien. Connaught Place, eines der größten kommerziellen und finanziellen nördlichen Zentren Indiens, befindet sich im nördlichen Teil. Der Dienstleistungssektor prägt den wirtschaftlichen Standort, und aufgrund der vielen qualifizierten englischsprachigen Arbeitskräfte, die von vielen multinationalen Unternehmen angezogen worden sind, liegt hier ein großes Kaufkraftpotential. Zu den Dienstleistungsbranchen zählen Informationstechnologie, Telekommunikation, Hotels, Banken, Medien und Tourismus.
Große Unternehmen, die hier ihren Sitz haben, sind beispielsweise das staatliche Unternehmen Bharat Heavy Electricals, das rund 50.000 Mitarbeiter beschäftigt, der Mobilfunkanbieter Bharti Airtel oder die State Bank of India mit rund 300.000 Mitarbeitern.

## Umweltprobleme
Neu-Delhi ist in den Sommermonaten regelmäßig von starker Hitze betroffen. In den letzten Jahren häufen sich jedoch Extremtemperaturen, die an 45 °C heranreichen. Im Sommer 2019 wurde mit 48 °C der Temperaturrekord für Neu-Delhi gebrochen.
Schwerwiegende Veränderungen des Klimas haben in den letzten Jahren in weiten Teilen Indiens zu einer drastischen Verknappung des Trinkwassers geführt. Dies ist in besonderem Maße in Neu-Delhi spürbar. So gehört die Stadt zu jenen 21 bedeutenden indischen Städten, deren Grundwasserreserven nach Berechnungen der Regierungsagentur NITI Aayog im Jahr 2020 vollständig aufgezehrt sein werden.
Neu-Delhi ist die Stadt mit dem weltweit höchsten Feinstaubgehalt in der Luft. Dieser liegt noch 45 % höher als im ebenfalls für extremen Smog bekannten Peking, das den zweiten Platz belegt. Im Jahr 2006 hatten, bei damals noch besserer Luftqualität, 40 % der Kinder der Stadt Atemwegsprobleme. Als Hauptursache wird der ausufernde Fahrzeugverkehr angesehen. Im März 2015 stellte ein Gericht fest, dass die Luftverschmutzung in Neu-Delhi „außer Kontrolle“ sei. Versuche, das Problem durch Ausbau des öffentlichen Nahverkehrs und Umstellung von Bussen und Autorikschas auf Gasbetrieb zu lösen, führten bei gleichzeitiger Neuzulassung von 1400 neuen Kraftfahrzeugen täglich (viele davon mit Dieselantrieb) zu keiner Verbesserung der Situation. Die extreme Luftverschmutzung wird zum Wachstumshindernis, da ausländische Investoren nur schwer Mitarbeiter zum Umzug in die Stadt bewegen können. 2016 und 2019 wurden kurzzeitig Fahrverbote, welche abwechselnd für Fahrzeuge mit geradem oder ungeradem Kennzeichen galten, erlassen. Im Herbst und Winter stiegen die Belastungen wegen der landwirtschaftlichen Brandrodungen jeweils weiter an.